# Atletiek op de Paralympische Zomerspelen 1976
De Ve Paralympische Spelen werden in 1976 gehouden in Toronto, Canada. Atletiek was een van de 13 sporten die op het programma stonden tijdens deze spelen.

## Disciplines
Er stonden bij de atletiek in Toronto 14 disciplines op het programma.
- Discuswerpen
- Speerwerpen
- Vijfkamp
- Kogelstoten
- Precisie Kegelwerpen

- Slalom
- Hardlopen
- Estafette
- Hoogspringen
- Kegelwerpen

- Precisie Voetbal
- Voetbal Afstand
- Verspringen
- Precisie Speerwerpen

## Mannen

### Estafette
| Rank | Land    | Tijd |
| ---- | ------- | ---- |
| 1    | Finland | 57.1 |

| Rank | Land             | Tijd |
| ---- | ---------------- | ---- |
| 1    | Verenigde Staten | 51.1 |
| 2    | Zweden           | 52.0 |
| 3    | Mexico           | 52.9 |

| \| Rank \| Land \| Tijd \| \| ---- \| ---------------- \| ---- \| \| 1 \| Verenigde Staten \| 49.8 \| \| 2 \| Mexico \| 51.4 \| \| 3 \| West-Duitsland \| 55.1 \| |                  |      |
| Rank | Land             | Tijd |
| 1 | Verenigde Staten | 49.8 |
| 2 | Mexico           | 51.4 |
| 3 | West-Duitsland   | 55.1 |

### Hardlopen

#### 60 m
| Klasse | tijd | land | Goud             | land | Zilver                   | land | Brons            |
| ------ | ---- | ---- | ---------------- | ---- | ------------------------ | ---- | ---------------- |
| 1A     | 20.3 | MEX  | Juan Almaraz     | MEX  | Francisco de las Fuentes | AUS  | Peter Marsh      |
| 1B     | 15.1 | MEX  | Eduardo Monsalvo | ITA  | Carmelo Addaris          | AUT  | Walter Sailer    |
| 1C     | 15.3 | NZL  | D. Miller        | USA  | West Brownlow            | JPN  | Hiroshi Nakagawa |
| A      | 7.3  | POL  | Ryszard Kozuch   | JPN  | Shuzo Yagi               | NOR  | Jarle Johnsen    |

#### 100 m
| Klasse       | tijd | land | Goud            | land | Zilver              | land | Brons            |
| ------------ | ---- | ---- | --------------- | ---- | ------------------- | ---- | ---------------- |
| 2            | 19.8 | USA  | Gary Kerr       | MEX  | Eusebio Valdez      | GBR  | T. Rae           |
| 3            | 20.1 | USA  | Jim Hernandez   | SWE  | Lars Lofstrom       | USA  | Charles Williams |
| 4            | 19.0 | USA  | David Kiley     | USA  | Raymond Lewandowski | SWE  | Birger Nordh     |
| 5            | 19.8 | SWE  | Rolf Johansson  | USA  | Randy Wix           | NED  | E. H. Roek       |
| B            | 11.4 | USA  | Winford Haynes  | AUS  | V. Faulkner         | AUS  | Paul Gianni      |
| C            | 14.3 | ISR  | Aharon Danziger | CAN  | Magella Belanger    | BIR  | Mg Tin Win       |
| C1           | 15.4 | BIR  | Mg Tin Hgwe     | BIR  | Mg Aung Than        | AUT  | Alois Karner     |
| D            | 18.9 | CAN  | J. Harrison     | CAN  | S. Holcomb          | FIJ  | Isoa Finau       |
| D1           | 19.7 | USA  | C. Brinkman     | USA  | M. Johnson          | RSA  | D. Hoddleston    |
| E            | 11.7 | ISR  | Daniel Gil Adi  | INA  | Ashari              | FIN  | Veikko Hiltunen  |
| E1           | 13.6 | FRA  | Cailloux        |      |                     |      |                  |
| F            | 12.2 | ESP  | Antonio Delgado | ESP  | J. Santos           | ISR  | Amran Cohen      |
| F1           | 14.4 | FRA  | B. Perry        |      |                     |      |                  |
| Protheses D1 | 42.8 | AUT  | Walter Fink     | CAN  | J. Little           |      |                  |

#### 200 m
| Klasse | tijd | land | Goud           | land | Zilver           | land | Brons             |
| ------ | ---- | ---- | -------------- | ---- | ---------------- | ---- | ----------------- |
| 2      | 41.9 | MEX  | Eusebio Valdez | USA  | Gary Kerr        | ITA  | Carlo Jannucci    |
| 3      | 41.6 | USA  | Jim Hernandez  | USA  | Charles Williams | NED  | P. H. van der Vis |

#### 400 m
| Klasse | tijd   | land | Goud             | land | Zilver         | land | Brons            |
| ------ | ------ | ---- | ---------------- | ---- | -------------- | ---- | ---------------- |
| 2      | 1:30.1 | MEX  | Eusebio Valdez   | ITA  | Carlo Jannucci | ITA  | Giusepie Trieste |
| 3      | 1:25.7 | USA  | Charles Williams | MEX  | Sergio Zepeda  | USA  | Jim Hernandez    |

#### 800 m
| Klasse | tijd   | land | Goud        | land | Zilver         | land | Brons       |
| ------ | ------ | ---- | ----------- | ---- | -------------- | ---- | ----------- |
| 4      | 2:47.0 | USA  | David Kiley | BEL  | Remi van Ophem | CAN  | C. Stoddard |
| 5      | 2:49.9 | CAN  | P. Colisto  | USA  | Randy Wix      | FRG  | W. Jiling   |

#### 1500 m
| Klasse   | tijd   | land | Goud         | land | Zilver      | land | Brons            |
| -------- | ------ | ---- | ------------ | ---- | ----------- | ---- | ---------------- |
| 4        | 5:32.0 | USA  | David Kiley  | MEX  | Rene Corona | SWE  | Birger Nordh     |
| 5        | 5:18.6 | USA  | Randy Wix    | CAN  | P. Colisto  | FRG  | W. Jiling        |
| E        | 5:59.0 | EGY  | Said Dowara  |      |             |      |                  |
| E1       | 5:28.6 | DEN  | Jorn Nielsen | FRA  | Cailloux    |      |                  |
| F        | 4:32.7 | FRA  | J. Alexandre | NOR  | L. Larsen   | FIN  | Heikki Miettinen |
| F1       | 6:13.2 | FRA  | B. Perry     |      |             |      |                  |
| Lopend B | 6:34.4 | GBR  | D. Howie     | CAN  | V. Goetz    | DEN  | Henning Erikson  |

### Kegelwerpen
| Klasse | afstand | land | Goud          | land | Zilver         | land | Brons        |
| ------ | ------- | ---- | ------------- | ---- | -------------- | ---- | ------------ |
| 1A     | 21.36   | MEX  | Ruben Vazquez | IRL  | Patrick McCool | USA  | Rod Vleiger  |
| 1B     | 27.02   | RSA  | G. Cochius    | CAN  | R. Muise       | USA  | Julius Duval |

### Discuswerpen
| Klasse | afstand | land | Goud                | land | Zilver           | land | Brons            |
| ------ | ------- | ---- | ------------------- | ---- | ---------------- | ---- | ---------------- |
| 1A     | 12.63   | AUS  | Wayne Patchett      | IRL  | Patrick McCool   | MEX  | Ruben Vazquez    |
| 1B     | 16.66   | USA  | Stephen Kempf       | USA  | Julius Duval     | CAN  | R. Muise         |
| 1C     | 17.10   | FRG  | Siegmar Henker      | FRG  | Manfred Emmel    | NZL  | David Hynds      |
| 2      | 23.10   | USA  | Robert Tusa         | IRL  | Clause Stevens   | CAN  | D. Lyons         |
| 3      | 27.15   | AUS  | Eric Russell        | USA  | David Williamson | ISR  | Izechak Galitzki |
| 4      | 31.12   | BEL  | Remi van Ophem      | CAN  | Eugene Reimer    | ARG  | Luis Grieb       |
| 5      | 36.24   | ISR  | Chaim Filter        | USA  | Ed Owen          | USA  | Ray Clark        |
| A      | 34.38   | FIN  | Pekka Kujala        | FIN  | Carl Lind        | POL  | Tadeusz Milewski |
| B      | 32.88   | POL  | Jan Brzegowski      | FIN  | Teuno Talmia     | FIN  | Timo Sulisalo    |
| C      | 37.13   | FRG  | Hans Josefiak       | FRG  | Dieter Belz      | FRG  | E. Kuehnel       |
| C1     | 26.56   | FIN  | Tauno Mannila       | AUS  | M. Moseby        | ISR  | Moshe Barbalat   |
| D      | 33.02   | ISR  | Isashar Navon       | AUT  | Kanda            | SWE  | E. Berglund      |
| D1     | 27.16   | USA  | John Jerome         | USA  | J, Behan         | USA  | C. Brinkman      |
| E      | 33.47   | FIN  | Atte Karkkainen     | FRG  | Alois Beez       | FIN  | Raimo Hiiri      |
| F      | 31.75   | BEL  | Achiel Braet        | AUT  | Sepp Gasser      | INA  | Saneng Hanafi    |
| J1     | 16.00   | EGY  | Metwali Ahmed Khadr |      |                  |      |                  |

### Precisie Voetbal
| Klasse | Punten | land | Goud         | land | Zilver | land | Brons |
| ------ | ------ | ---- | ------------ | ---- | ------ | ---- | ----- |
| E1     | 330    | DEN  | Jorn Nielsen |      |        |      |       |

### Voetbal Afstand
| Klasse | afstand | land | Goud         | land | Zilver | land | Brons |
| ------ | ------- | ---- | ------------ | ---- | ------ | ---- | ----- |
| E1     | 31.95   | DEN  | Jorn Nielsen |      |        |      |       |

### Hoogspringen
| Klasse                     | hoogte | land | Goud            | land | Zilver           | land | Brons           |
| -------------------------- | ------ | ---- | --------------- | ---- | ---------------- | ---- | --------------- |
| A                          | 1.35   | USA  | John Bowman     | AUS  | D. Rupe          | USA  | T. Lewis        |
| B                          | 1.65   | AUT  | August Hofer    | USA  | Richard Barnhart | BEL  | Martin Sallaert |
| C                          | 1.62   | FRG  | Jurgen Johann   | ISR  | Roni Fradkin     | HKG  | Shek Kau Wong   |
| D                          | 1.86   | CAN  | Arnold Boldt    | AUT  | Konrad Reisner   | FRG  | W. Hilzinger    |
| E                          | 1.70   | NED  | A. Broeckhuysen | EGY  | Said Dowara      |      |                 |
| F                          | 1.59   | ISR  | Nitzan Atzmon   | FIN  | Heikki Miettinen | AUT  | Gerhard Kolm    |
| Afsprong met twee voeten A | 1.48   | SWE  | C. Gillfors     | FIN  | Martti Juntunen  | NOR  | Jarle Johnsen   |

### Speerwerpen
| Klasse | afstand | land | Goud                | land | Zilver         | land | Brons            |
| ------ | ------- | ---- | ------------------- | ---- | -------------- | ---- | ---------------- |
| 1C     | 14.26   | USA  | Tommy Hite          | FRG  | Siegmar Henker | FRG  | Guenter Spiess   |
| 2      | 18.78   | NED  | J. F. G. Weyers     | USA  | Ron Halsey     | AUS  | John Kestel      |
| 3      | 23.81   | USA  | Reno Levis          | AUS  | Eric Russell   | USA  | David Williamson |
| 4      | 24.13   | IRL  | Michael Cunningham  | AUS  | J. Kidd        | CAN  | Eugene Reimer    |
| 5      | 29.43   | ISR  | Chaim Filter        | USA  | Ray Clark      | FRA  | P. Morel         |
| A      | 33.85   | FIN  | Pekka Kujala        | AUS  | J. Mikulic     | BEL  | Robert Fraeyman  |
| B      | 45.65   | FIN  | Timo Sulisalo       | NOR  | Terje Hansen   | NOR  | Idar Hunstad     |
| C      | 41.74   | FRG  | E. Kuehnel          | NED  | J. Stam        | AUT  | Pelanzer         |
| C1     | 28.33   | FRG  | E. Niebuhr          | AUT  | Alois Karner   | RSA  | W. Lerubo        |
| D      | 36.72   | SWE  | E. Berglund         | FRA  | Leon Sur       | FIN  | Reino Teivonen   |
| D1     | 26.84   | USA  | John Jerome         | USA  | J, Behan       | USA  | M. Johnson       |
| F      | 37.22   | BEL  | Achiel Braet        | GBR  | M. Roberts     | INA  | Saneng Hanafi    |
| J      | 16.40   | ISR  | Aurahan Leui        |      |                |      |                  |
| J1     | 20.86   | EGY  | Metwali Ahmed Khadr |      |                |      |                  |

### Verspringen
| Klasse | afstand | land | Goud            | land | Zilver          | land | Brons            |
| ------ | ------- | ---- | --------------- | ---- | --------------- | ---- | ---------------- |
| A      | 2.89    | NOR  | Jarle Johnsen   | SWE  | C. Gillfors     | FIN  | Heikki Koistinen |
| B      | 5.79    | FIN  | Risto Piippo    | ESP  | J. Gutierrez    | SWE  | Mats Lindblad    |
| C      | 2.49    | ISR  | Roni Fradkin    | FRG  | Jurgen Johann   | FRG  | Dieter Belz      |
| D      | 2.96    | CAN  | Arnold Boldt    | AUT  | Konrad Reisner  | FRG  | W. Hilzinger     |
| E      | 6.01    | POL  | Jan Krauz       | NED  | A. Broeckhuysen | EGY  | Said Dowara      |
| F      | 5.82    | ESP  | Antonio Delgado | ISR  | Nitzan Atzmon   | ESP  | J. Santos        |

### Vijfkamp
| Klasse | Punten | land | Goud                  | land | Zilver             | land | Brons            |
| ------ | ------ | ---- | --------------------- | ---- | ------------------ | ---- | ---------------- |
| 1A     | 2926   | GBR  | A. West               | FIN  | Matti Launonen     | MEX  | Juan Almaraz     |
| 1B     | 2430   | FRG  | Steiner               | CAN  | D. Cherenko        | SWE  | Leif Hedman      |
| 1C     | 6655   | FRG  | Guenter Spiess        | FRG  | Siegmar Henker     | AUT  | Felix Lettner    |
| 2      | 2555   | FRG  | Schmicking            | FIN  | Jouko Korhonen     | CAN  | C. Bastarache    |
| 3      | 3624.2 | AUS  | Eric Russell          | FRG  | Kleinjans          | USA  | David Williamson |
| 4      | 3772   | FRG  | Johann Schuhbauer     | CAN  | Eugene Reimer      | FIN  | Taiso Kainu      |
| 5      | 4607   | USA  | Ray Clark             | BEL  | Filip Bardoel      | RSA  | E. Englebrecht   |
| A      | 4542   | POL  | Ryszard Kozuch        | ISR  | Reuven Perach      | AUS  | J. Mikulic       |
| B      | 4848   | POL  | Andrzej Pawlik        | SWE  | Lars-Goran Nilsson | FRG  | W. Martens       |
| C      | 4086   | ISR  | Zvi Hoffman           | SWE  | N. Ander           | AUT  | Apschner         |
| C1     | 3744   | SWE  | Bengt-Gosta Johansson | POL  | Henryk Piatkowski  | AUT  | Karl Prichtzig   |
| D      | 4077   | AUT  | Gerhard Grinninger    | AUT  | Karl Haider        | GBR  | C. Ireland       |
| E      | 4955   | NED  | A. Broeckhuysen       | FIN  | Reino Jaaskelainen | CAN  | C. Facey         |
| E2     | 5205   | AUT  | Wolfgang Magnet       | DEN  | Jorn Nielsen       |      |                  |
| F      | 4351   | AUT  | Sepp Gasser           | FIN  | Heikki Miettinen   | ISR  | Amran Cohen      |

### Precisie Kegelwerpen
| Klasse | Punten | land | Goud           | land | Zilver | land | Brons       |
| ------ | ------ | ---- | -------------- | ---- | ------ | ---- | ----------- |
| 1A-1B  | 74     | BEL  | Philip Wouters | EGY  | Samir  | AUS  | Peter Marsh |

### Precisie Speerwerpen
| Klasse | Punten | land | Goud                | land | Zilver          | land | Brons                 |
| ------ | ------ | ---- | ------------------- | ---- | --------------- | ---- | --------------------- |
| 1C-5   | 74     | AUT  | Walter Telsnig      | USA  | Roy Nungester   | ARG  | Honorio Romero        |
| C      | 35     | JPN  | Chihiro Hatta       | FIN  | Antti Nikkinen  | NED  | J. Stam               |
| C1     | 36     | FIN  | Tauno Mannila       | FIN  | Kalle Rajanalme | SWE  | Bengt-Gosta Johansson |
| D      | 36     | SWE  | E. Berglund         | JPN  | Yoshiharu Honpa | AUT  | Winkler               |
| D1     | 36     | USA  | J. Behan            | RSA  | D. Hoddleston   | JPN  | Zenji Hasegawa        |
| E      | 35     | FIN  | Veikko Hiltunen     | CAN  | C. Facey        | FIN  | Raimo Hiiri           |
| F      | 37     | INA  | Itria Dini          | FIN  | Veikko Suokas   | EGY  | Abedo                 |
| J      | 32     | ISR  | Aurahan Leui        |      |                 |      |                       |
| J1     | 28     | EGY  | Metwali Ahmed Khadr |      |                 |      |                       |

### Kogelstoten
| Klasse | afstand | land | Goud                | land | Zilver            | land | Brons              |
| ------ | ------- | ---- | ------------------- | ---- | ----------------- | ---- | ------------------ |
| 1A     | 5.42    | FRG  | Edund Weber         | AUS  | Wayne Patchett    | MEX  | Ruben Vazquez      |
| 1B     | 6.50    | USA  | Julius Duval        | USA  | Stephen Kempf     | SUI  | Fabian Kohlbrenner |
| 1C     | 6.94    | FRG  | Guenter Spiess      | FRG  | Siegmar Henker    | USA  | Tommy Hite         |
| 2      | 8.14    | CAN  | D. Lyons            | AUS  | M. Todd           | IRL  | Clause Stevens     |
| 3      | 8.53    | AUS  | Eric Russell        | RSA  | L. Labuschagne    | NZL  | J. Savage          |
| 4      | 8.59    | NZL  | W. Lean             | FRG  | Johann Schuhbauer | AUT  | Walter Pfaller     |
| 5      | 9.87    | USA  | Ray Clark           | FRG  | Horst Gotthelf    | ISR  | Chaim Filter       |
| A      | 10.97   | FIN  | Pekka Kujala        | FIN  | Carl Lind         | FRG  | W. Klein           |
| B      | 11.10   | FRG  | Dieter Grundmann    | FIN  | Teuno Talmia      | POL  | Andrzej Pawlik     |
| C      | 13.39   | FRG  | Dieter Belz         | FRG  | E. Kuehnel        | FRG  | Hans Josefiak      |
| C1     | 9.47    | FIN  | Tauno Mannila       | AUT  | Alois Karner      | ISR  | Moshe Barbalat     |
| D      | 11.01   | SUI  | Werner Brawand      | FIN  | Reino Teivonen    | ISR  | Isashar Navon      |
| D1     | 9.90    | USA  | John Jerome         | USA  | J. Behan          | RSA  | D. Hoddleston      |
| E      | 13.67   | FRG  | Alois Beez          | FIN  | Atte Karkkainen   | FIN  | Reino Jaaskelainen |
| F      | 12.29   | BEL  | Achiel Braet        | AUT  | Sepp Gasser       | INA  | Itria Dini         |
| J1     | 6.51    | EGY  | Metwali Ahmed Khadr |      |                   |      |                    |

### Slalom
| Klasse | tijd   | land | Goud             | land | Zilver           | land | Brons          |
| ------ | ------ | ---- | ---------------- | ---- | ---------------- | ---- | -------------- |
| 1A     | 1:44.9 | MEX  | Juan Almaraz     | USA  | Rod Vleiger      | CAN  | E. Batt        |
| 1B     | 1:28.1 | MEX  | Eduardo Monsalvo | ITA  | Carmelo Addaris  | SWE  | Leif Hedman    |
| 1C     | 1:14.8 | NZL  | D. Miller        | JPN  | Hiroshi Nakagawa | USA  | Tommy Hite     |
| 2      | 1:19.0 | MEX  | Eusebio Valdez   | ESP  | E. Guerrero      | FRG  | Schmicking     |
| 3      | 1:07.4 | SWE  | Lars Lofstrom    | JPN  | Michio Saito     | USA  | James Steuwe   |
| 4      | 1:01.7 | JPN  | Yoshiteru Hoshi  | NZL  | Brian McNicholl  | CAN  | C. Stoddard    |
| 5      | 1:03.2 | JPN  | Isao Kishino     | JPN  | Kenichi Tomita   | SWE  | Rolf Johansson |

## Vrouwen

### Estafette
| \| Rank \| Land \| Tijd \| \| ---- \| ---------------- \| ---- \| \| 1 \| Verenigde Staten \| \| \| 2 \| West-Duitsland \| \| \| 3 \| Australië \| \| |                  |      |
| Rank | Land             | Tijd |
| 1 | Verenigde Staten |      |
| 2 | West-Duitsland   |      |
| 3 | Australië        |      |

### Hardlopen

#### 60 m
| Klasse | tijd | land | Goud             | land | Zilver             | land | Brons               |
| ------ | ---- | ---- | ---------------- | ---- | ------------------ | ---- | ------------------- |
| 1A     | 21.5 | MEX  | Josefina Cornejo | USA  | Ruth Wendt         | MEX  | Lourdes Morales     |
| 1B     | 19.4 | MEX  | Martha Sandoval  | IRL  | Rosaleen Gallagher | ITA  | Rosa Sicari         |
| 1C     | 18.8 | AUS  | Tracey Freeman   | USA  | Sharon Myers       | SUI  | Gilberte Brasey     |
| 2      | 17.3 | USA  | Glee Lyford      | IRL  | Kathleen Fagan     | MEX  | Concepcion Salguero |
| 3      | 14.7 | GBR  | B. Howie         | USA  | Ellyn Boyd         | USA  | Karen Casper        |
| 4      | 14.6 | BEL  | Annie Cornil     | USA  | Sharon Rahn        | GBR  | Carol Bryant        |
| 5      | 14.8 | SWE  | H. Hakansson     | FRG  | Silke Boll         | USA  | Constance Head      |
| A      | 9.1  | POL  | Irena Bak        | CAN  | J. Pacquette       | CAN  | T. Stevenson        |

#### 100 m
| Klasse | tijd | land | Goud          | land | Zilver          | land | Brons     |
| ------ | ---- | ---- | ------------- | ---- | --------------- | ---- | --------- |
| B      | 14.4 | NOR  | R. Laengen    | JPN  | Yasuko Takeuchi | GBR  | L. Bethel |
| D1     | 28.1 | USA  | P. Martin     |      |                 |      |           |
| F      | 15.1 | ITA  | Lina Franzese |      |                 |      |           |

#### 200 m
| Klasse | tijd | land | Goud               | land | Zilver              | land | Brons          |
| ------ | ---- | ---- | ------------------ | ---- | ------------------- | ---- | -------------- |
| 2      | 59.0 | SUI  | Elisabeth Bisquolm | MEX  | Concepcion Salguero | USA  | Glee Lyford    |
| 3      | 47.6 | USA  | Ellyn Boyd         | USA  | Karen Casper        | AUT  | Emilie Schwarz |

#### 400 m
| Klasse | tijd   | land | Goud               | land | Zilver              | land | Brons          |
| ------ | ------ | ---- | ------------------ | ---- | ------------------- | ---- | -------------- |
| 2      | 2:02.8 | SUI  | Elisabeth Bisquolm | MEX  | Concepcion Salguero | USA  | Glee Lyford    |
| 3      | 1:42.8 | USA  | Ellyn Boyd         | USA  | Karen Casper        | AUT  | Emilie Schwarz |

#### 800 m
| Klasse | tijd   | land | Goud        | land | Zilver       | land | Brons           |
| ------ | ------ | ---- | ----------- | ---- | ------------ | ---- | --------------- |
| 4      | 3:14.8 | USA  | Sharon Rahn | BEL  | Annie Cornil | FRG  | Gisela Hermes   |
| 5      | 3:29.8 | FRG  | Silke Boll  | SWE  | H. Hakansson | JPN  | Masami Morimoto |

#### 1500 m
| Klasse | tijd   | land | Goud          | land | Zilver | land | Brons |
| ------ | ------ | ---- | ------------- | ---- | ------ | ---- | ----- |
| F1     | 8:28.6 | ITA  | Lina Franzese |      |        |      |       |

### Kegelwerpen
| Klasse | afstand | land | Goud             | land | Zilver         | land | Brons              |
| ------ | ------- | ---- | ---------------- | ---- | -------------- | ---- | ------------------ |
| 1A     | 17.79   | MEX  | Josefina Cornejo | USA  | Ruth Wendt     | CAN  | J. Murland         |
| 1B     | 16.71   | MEX  | Martha Sandoval  | USA  | Ruth Rosenbaum | IRL  | Rosaleen Gallagher |

### Discuswerpen
| Klasse | afstand | land | Goud                | land | Zilver                 | land | Brons                |
| ------ | ------- | ---- | ------------------- | ---- | ---------------------- | ---- | -------------------- |
| 1A     | 7.58    | MEX  | Josefina Cornejo    | USA  | Ruth Wendt             | CAN  | J. Murland           |
| 1B     | 9.52    | MEX  | Martha Sandoval     | USA  | Ruth Rosenbaum         | IRL  | Rosaleen Gallagher   |
| 1C     | 11.97   | SUI  | Gilberte Brasey     | AUS  | Tracey Freeman         | USA  | Sharon Myers         |
| 2      | 13.79   | POL  | Krystyna Owczarczyk | IRL  | Kathleen Fagan         | IRL  | Christine Doprill    |
| 3      | 13.74   | NZL  | Eve M. Rimmer       | AUT  | Emilie Schwarz         | FRG  | Waltraud Hagenlocher |
| 4      | 16.96   | ISR  | Ora Goldstein       | CAN  | L. Raiche              | USA  | Darleen Quinlan      |
| 5      | 16.42   | GBR  | H. Terry            | ISR  | Zipora Rubin-Rosenbaum | RSA  | J. Josephs           |
| A      | 17.81   | CAN  | J. Pacquette        | GBR  | M. Harrower            | SUI  | Marguerite Grosjean  |
| B      | 17.24   | POL  | Bozena Kwiatkowska  | CAN  | L. Lahey               | GBR  | L. Bethel            |
| D      | 21.38   | NED  | Th. Engelbertink    | SUI  | Edeltraud Russo        | CAN  | D. Pidskalny         |

### Hoogspringen
| Klasse | hoogte | land | Goud          | land | Zilver          | land | Brons |
| ------ | ------ | ---- | ------------- | ---- | --------------- | ---- | ----- |
| A      | 1.00   | CAN  | B. Stanger    |      |                 |      |       |
| B      | 1.17   | CAN  | G. Bloomfield | JPN  | Yasuko Takeuchi |      |       |

### Speerwerpen
| Klasse | afstand | land | Goud                   | land | Zilver               | land | Brons                 |
| ------ | ------- | ---- | ---------------------- | ---- | -------------------- | ---- | --------------------- |
| 1C     | 8.34    | AUS  | Tracey Freeman         | SUI  | Gilberte Brasey      | USA  | Sharon Myers          |
| 2      | 11.42   | FRG  | Margit Quell           | AUS  | E. Scheiber          | IRL  | Christine Doprill     |
| 3      | 0       | NZL  | Eve M. Rimmer          | FRG  | Waltraud Hagenlocher | USA  | Rosalie Hixson        |
| 4      | 12.04   | USA  | Darleen Quinlan        | USA  | Mickey Strole        | CAN  | E. Ell                |
| 5      | 16.93   | ISR  | Zipora Rubin-Rosenbaum | RSA  | J. Josephs           | AUT  | Margarethe Oberrauter |
| A      | 9.92    | CAN  | J. Pacquette           | CAN  | B. Stanger           |      |                       |
| B      | 15.74   | CAN  | L. Baillargeon         | GBR  | L. Bethel            | CAN  | G. Bloomfield         |
| D      | 17.84   | NED  | Th. Engelbertink       | CAN  | D. Pidskalny         | PER  | T. Chiapo             |
| D1     | 11.71   | USA  | P. Martin              |      |                      |      |                       |

### Verspringen
| Klasse | afstand | land | Goud               | land | Zilver         | land | Brons        |
| ------ | ------- | ---- | ------------------ | ---- | -------------- | ---- | ------------ |
| A      | 2.19    | SWE  | A. Anderson        | USA  | Donna Brown    | CAN  | T. Stevenson |
| B      | 3.77    | NOR  | R. Laengen         | CAN  | L. Baillargeon | USA  | L. Lex       |
| D      | 1.79    | POL  | Stefania Chwedoruk | JPN  | Ryoko Sakuraba |      |              |

### Vijfkamp
| Klasse | Punten | land | Goud                   | land | Zilver                | land | Brons           |
| ------ | ------ | ---- | ---------------------- | ---- | --------------------- | ---- | --------------- |
| 1A     | 7633.2 | MEX  | Josefina Cornejo       |      |                       |      |                 |
| 1B     | 5951   | IRL  | Rosaleen Gallagher     | SUI  | Caroline Troxler-Kung | GBR  | Jane Blackburn  |
| 1C     | 3291   | FRG  | Liebrecht              | USA  | Debby Dillon          |      |                 |
| 2      | 3268   | AUT  | Rosa Schweizer         | USA  | Lynette Hunter        | GBR  | D. Jackson      |
| 3      | 4593   | NZL  | Eve M. Rimmer          | FRG  | Waltraud Hagenlocher  | CAN  | D. Crow         |
| 4      | 3506.5 | FRG  | S. Battran             | ISR  | Ora Goldstein         | CAN  | E. Ell          |
| 5      | 5307   | ISR  | Zipora Rubin-Rosenbaum | GBR  | H. Terry              | USA  | Noreen Vollbach |
| A      | 3786.5 | CAN  | J. Pacquette           | CAN  | B. Stanger            | CAN  | T. Stevenson    |
| B      | 3478   | CAN  | L. Baillargeon         | CAN  | Simmons               | CAN  | G. Bloomfield   |
| D      | 2050   | POL  | Stefania Chwedoruk     |      |                       |      |                 |
| D1     | 2477   | POL  | Barbara Bedla          |      |                       |      |                 |

### Precisie Kegelwerpen
| Klasse | Punten | land | Goud       | land | Zilver           | land | Brons          |
| ------ | ------ | ---- | ---------- | ---- | ---------------- | ---- | -------------- |
| 1A-1B  | 70     | RSA  | L. Claasen | MEX  | Josefina Cornejo | USA  | Ruth Rosenbaum |

### Precisie Speerwerpen
| Klasse | Punten | land | Goud           | land | Zilver               | land | Brons        |
| ------ | ------ | ---- | -------------- | ---- | -------------------- | ---- | ------------ |
| 1C-5   | 74     | RSA  | B. Delport     | NED  | C. van der Vis-Morel | SUI  | S. Carraz    |
| D      | 34     | JPN  | Ryoko Sakuraba | AUT  | Hargreiter           | CAN  | D. Pidskalny |
| D1     | 13     | USA  | P. Martin      |      |                      |      |              |

### Kogelstoten
| Klasse | afstand | land | Goud                   | land | Zilver               | land | Brons                 |
| ------ | ------- | ---- | ---------------------- | ---- | -------------------- | ---- | --------------------- |
| 1A     | 2.81    | RSA  | L. Claasen             | ARG  | Parra Gonzalez       | USA  | Ruth Wendt            |
| 1B     | 3.86    | USA  | Ruth Rosenbaum         | IRL  | Rosaleen Gallagher   | SUI  | Caroline Troxler-Kung |
| 1C     | 4.49    | AUS  | Tracey Freeman         | SUI  | Gilberte Brasey      | USA  | Sharon Myers          |
| 2      | 4.77    | FRG  | Margit Quell           | IRL  | Christine Doprill    | POL  | Krystyna Owczarczyk   |
| 3      | 5.43    | NZL  | Eve M. Rimmer          | FRG  | Waltraud Hagenlocher | AUT  | Emilie Schwarz        |
| 4      | 6.08    | ISR  | Ora Goldstein          | USA  | Mickey Strole        | USA  | Darleen Quinlan       |
| 5      | 6.71    | ISR  | Zipora Rubin-Rosenbaum | GBR  | H. Terry             | SUI  | Eva Burgunder         |
| A      | 6.34    | POL  | Irena Bak              | SUI  | Marguerite Grosjean  | GBR  | M. Harrower           |
| B      | 7.83    | JPN  | Yasuko Takeuchi        | POL  | Bozena Kwiatkowska   | CAN  | L. Baillargeon        |
| D      | 6.79    | SUI  | Edeltraud Russo        | NED  | Th. Engelbertink     | CAN  | D. Pidskalny          |
| D1     | 4.49    | USA  | P. Martin              |      |                      |      |                       |

### Slalom
| Klasse | tijd   | land | Goud                 | land | Zilver             | land | Brons           |
| ------ | ------ | ---- | -------------------- | ---- | ------------------ | ---- | --------------- |
| 1A     | 1:47.6 | USA  | Ruth Wendt           | MEX  | Lourdes Morales    | USA  | Karen Donaldson |
| 1B     | 1:45.3 | USA  | Ruth Rosenbaum       | IRL  | Rosaleen Gallagher | ITA  | Rosa Sicari     |
| 1C     | 1:39.4 | USA  | Sharon Myers         | AUS  | Tracey Freeman     | SUI  | Gilberte Brasey |
| 2      | 1:32.2 | ARG  | Cristina Benedetti   | USA  | Glee Lyford        | IRL  | Kathleen Fagan  |
| 3      | 1:18.7 | FRG  | Martina Tschoetschel | AUT  | Emilie Schwarz     | RSA  | M. Schaefer     |
| 4      | 1:17.1 | JPN  | Tomoko Yamazaki      | USA  | Darleen Quinlan    | FRG  | Rita Laux       |
| 5      | 1:07.0 | JPN  | Masami Morimoto      | CAN  | J. McDonald        | FRG  | Silke Boll      |

Atletiek · Basketbal · Boogschieten · Dartchery · Gewichtheffen · Goalball · Koersbal · Schermen · Schietsport · Snooker · Tafeltennis · Volleybal · Zwemmen
Rome 1960 ·
Tokio 1964 ·
Tel Aviv 1968 ·
Heidelberg 1972 ·
Toronto 1976 ·
Arnhem 1980 ·
New York & Stoke Mandeville 1984 ·
Seoel 1988 ·
Barcelona 1992 ·
Atlanta 1996 ·
Sydney 2000 ·
Athene 2004 ·
Peking 2008 ·
Londen 2012 ·
Rio de Janeiro 2016 ·
Tokio 2020 ·
Parijs 2024 ·
Los Angeles 2028